# Shimshon Amitsur
Shimshon Avraham Amitsur (en hébreu : עמיצור שמשון), né Kaplan le 26 août 1921 à Jérusalem et mort le 5 septembre 1994, est un mathématicien israélien. Il est connu principalement pour son travail sur la théorie des anneaux, un domaine de l'algèbre générale.

## Biographie
Shimshon Amitsur a étudié à l'université hébraïque de Jérusalem sous la direction de Jacob Levitzki. Ses études ont été interrompues à plusieurs reprises, une première fois par la Seconde Guerre mondiale, la deuxième fois par la Guerre israélo-arabe de 1948-1949. Il obtint un master en sciences en 1946, puis un doctorat en 1950. Il fut par la suite professeur à l'université hébraïque de Jérusalem jusqu'à sa retraite en 1989, et y eut parmi ses étudiants Avinoam Mann, Amitai Regev, Eliyahu Rips et Aner Shalev (en).
Il fut l'un des rédacteurs en chef fondateurs de l'Israel Journal of Mathematics, et le rédacteur en chef chargé des mathématiques de l'Encyclopédie hébraïque.

## Distinctions et récompenses

### Distinctions
Shimshon Amitsur fut membre de l'Académie israélienne des sciences et lettres dont il assura la direction de la section Sciences expérimentales.

### Récompenses et prix
Shimshon Amitsur se vit décerner de nombreuses récompenses pour son travail. Ainsi, il fut lauréat avec Jacob Levitzki du premier prix Israël en sciences exactes en 1953. Il fut également fait docteur honoris causa de l'université Ben Gourion du Néguev en 1990.